# Amphisbaena prunicolor
Amphisbaena prunicolor este o specie de reptile din genul Amphisbaena, familia Amphisbaenidae, ordinul Squamata, descrisă de Cope 1885.

## Subspecii
Această specie cuprinde următoarele subspecii:
- A. p. prunicolor
- A. p. albocingulata